# Prefetti della provincia di Siena
Elenco dei prefetti della provincia di Siena dal 1859.

## Regno d'Italia
- Francesco Finocchietti conte (20 luglio 1859 - 17 novembre 1861)
- Luigi Zini (17 novembre 1861 - 22 giugno 1862)
- Giuseppe Natoli barone di Scaliti (22 giugno 1862 - 6 luglio 1862)
- Francesco Elia (6 luglio 1862 - 11 gennaio 1863)
- Annibale Ranuzzi conte (11 gennaio 1863 - 11 maggio 1865)
- Federico Papa (11 maggio 1865 - 15 settembre 1867)
- Angelo Paganuzzi (15 settembre 1867 - 8 ottobre 1868)
- Giuseppe Cornero (8 ottobre 1868 - 23 gennaio 1873)
- Benedetto Reggio (23 gennaio 1873 - 16 dicembre 1878)
- Gaetano Brussi (16 dicembre 1878 - 4 dicembre 1880)
- Vincenzo Giusti (4 dicembre 1880 - 1º maggio 1884)
- Giovanni Daniele Vasta (1º maggio 1884 - 29 maggio 1887)
- Angelo Giacomelli (29 maggio 1887 - 22 novembre 1888)
- Giorgio Tamajo (23 novembre 1888 - 16 aprile 1890)
- Felice Visconti ( 31 maggio 1890 - 4 dicembre 1890)
- Giovanni Battista Guaita (4 dicembre 1890 - 13 dicembre 1890)
- Felice Visconti (13 dicembre 1890 - 25 marzo 1893)
- Cesare Balladore (4 maggio 1893 - 18 ottobre 1896)
- Augusto Ciuffelli (8 dicembre 1896 - 11 settembre 1898)
- Francesco Frumento (19 ottobre 1898 - 9 agosto 1901)
- Pietro Gandin (2 settembre 1901 - 10 novembre 1908)
- Giovanni Buraggi conte (10 novembre 1908 - 11 settembre 1910)
- Carlo Baldovino (11 settembre 1910 - 18 luglio 1912)
- Ildebrando Merlo (18 luglio 1912 - 1º settembre 1917)
- Nunzio Vitelli (1º settembre 1917 - 10 agosto 1919)
- Benedetto Scelsi (10 agosto 1919 - 25 agosto 1919)
- Emilio D'Eufemia (25 agosto 1919 - 16 novembre 1920)
- Federico Masino (16 novembre 1920 - 1º settembre 1921)
- Mauro Michele Bertone (1º settembre 1921 - 1º agosto 1924)
- Carmelo Rizzatti (1º agosto 1924 - 31 marzo 1926)
- Alessandro Ciofi Degli Atti conte (31 marzo 1926 - 1º luglio 1928)
- Guido Pighetti (1º luglio 1928 - 20 marzo 1930)
- Giuseppe Toffano (20 marzo 1930 - 14 settembre 1934)
- Oscar Uccelli (14 settembre 1934 - 1º agosto 1936)
- Eduardo Pallante (1º agosto 1936 - 1º settembre 1943)
- Vincenzo Vella ( 1º settembre 1943 - 25 ottobre 1943)
- Renato Mozzi (dal 10 maggio 1945)

## Repubblica italiana
- Renato Mozzi (fino al 1º marzo 1947)
- Giuseppe Zacchi (1º marzo 1947 - 10 ottobre 1949)
- Sergio Spasiano (10 ottobre 1949 - 2 gennaio 1954)
- Francesco Bilancia (2 gennaio 1954 - 18 agosto 1955)
- Salvatore Ferro (23 ottobre 1955 - 8 ottobre 1958)
- Francesco Boccia ( 8 ottobre 1958 - 15 maggio 1960)
- Carmelo Oneto di San Lorenzo (27 giugno 1960 - 2 settembre 1962)
- Lorenzo Loré (3 settembre 1962 - 28 giugno 1971)
- Francesco D'Amore (10 settembre 1971 - 30 settembre 1979)
- Giovanni Mannoni (1º ottobre 1979 - 4 giugno 1984)
- Lionel De Juliis (5 giugno 1984 - 31 gennaio 1988)
- Vittorio Stelo (1º febbraio 1988 - 8 settembre 1991)
- Giovan Battista Mastrosimone (9 settembre 1991 - 9 luglio 1995)
- Mario Della Corte (10 luglio 1995 - 12 luglio 1998)
- Maurizio Di Pasquale (13 luglio 1998 - 19 dicembre 2000)
- Isabella Giannola (20 dicembre 2000 - 27 luglio 2003)
- Giuseppina Di Rosa (28 luglio 2003 - 9 gennaio 2008)
- Giulio Cazzella (10 gennaio 2008 - 31 agosto 2009)
- Gerarda Maria Pantalone (1º settembre 2009 - 1º aprile 2012)
- Renato Saccone (2 aprile 2012 - 28 agosto 2016)
- Armando Gradone (13 febbraio 2017 - 26 luglio 2020)
- Maria Forte (27 luglio 2020 - 23 marzo 2023)
- Matilde Pirrera (24 marzo 2023 - 27 luglio 2025)
- Valerio Massimo Romeo (dal 28 luglio 2025)